# Tambourissa madagascariensis
Tambourissa madagascariensis är en tvåhjärtbladig växtart som beskrevs av Alberto Judice Leote Cavaco. Tambourissa madagascariensis ingår i släktet Tambourissa och familjen Monimiaceae. Inga underarter finns listade i Catalogue of Life.